# Віялохвіст в'єтнамський
Віялохві́ст в'єтна́мський (Polyplectron germaini) — вид куроподібних птахів родини фазанових (Phasianidae). Поширений у Південно-Східній Азії.

## Назва
Видова назва germaini вшановує ветеринарного хірурга Французької колоніальної армії Луї Родольфа Жермена (фр. Louis Rodolphe Germain).

## Поширення
Вид є ендеміком Південного Індокитаю, де він відомий лише в Південному Аннамі та Кохінхіні на півдні В'єтнаму, а також у провінціях Мондолькірі та Ратанакірі на сході Камбоджі. Він займає низку типів лісів від гірських, з домінуванням диптерокарпних вічнозелених і напіввічнозелених лісів, включаючи вирубані вторинні ліси та колючі бамбукові гаї. Трапляється як у вологих, так і в сухих районах, від рівня моря до висоти щонайменше 1500 м.

## Опис
Довжина самця приблизно 56 60 см (з яких 25—32 см займає хвіст); самиця приблизно 48 см (з них 22—25 см хвоста). Самець важить 510 г, самиця 397 г.
Загалом у нього темніше оперення, ніж у віялохвоста сірого (Polyplectron bicalcaratum). Однак, на відміну від останнього, він не має гребеня. У дорослого самця голова і більша частина шиї мають чорнуватий колір з тонкими смугами з білувато-сірим і білим на підборідді та верхній частині горла. Оголена шкіра обличчя та орбіт темно-червона. Нижня частина чорнувата і вкрита низкою зближених неправильної форми червоно-коричневих смуг. Спина, а також крила і хвіст темно-коричневі з червоними крапками. Пір'я мантії, лопатки та крила закінчуються круглим блакитним вушком із зеленими відблисками, оточеними чорними та замшевими кільцями. Первинні махові однорідного коричнево-чорного кольору. На спині та крупі немає очних плям. Кожен із 20 кермових, окрім центральної пари, має велике металеве зелене субтермінальне вічко, оточене чорним кільцем.
Самиця менша за самця, але має такий же колір шкіри обличчя. Хвіст трохи коротший і менш градуйований, ніж у самця. Оперення дуже схоже на оперення його самця, але спина дрібно вкрита яскравими плямами вохристого кольору, а не крапками. Очні плями мантії і крил мають не круглу, а невиразно трикутну форму. Вони мають колір синього металіка з чорною основою. На хвості з дрібними смугами видно металево-зелені очні плями з нечіткими краями, зокрема на зовнішніх махових, де вони мають тенденцію зливатися. Молоді особини схожі на самиць, але мають темні очні плями без відблисків.

## Спосіб життя
У природі період розмноження проходить щонайменше з лютого по квітень. Птах не є настільки суворо моногамним, як стверджують деякі автори. Деяка інформація, зібрана в неволі, демонструє, що в цього виду випадки полігамії не такі вже й рідкісні. Гніздо, побудоване на землі, в неглибокому поглибленні, містить одне або два яйця, інкубація яких триває близько двадцяти днів. У неволі розмноження триває практично цілий рік. Щойно молодняк стає самостійним, самиця відкладає другий виводок, інкубація якого триває від 21 до 22 днів.